# Acanthochondria sagitta
Acanthochondria sagitta is een eenoogkreeftjessoort uit de familie van de Chondracanthidae. De wetenschappelijke naam van de soort is voor het eerst geldig gepubliceerd in 2011 door Alarcos & Timi.